# Monrif
Monrif S.p.A. (contrazione di Monti-Riffeser) è la holding finanziaria della famiglia Monti Riffeser e detiene la quota di maggioranza del Gruppo Monrif, titolare di svariate attività in campo editoriale, pubblicitario, multimediale e alberghiero.
Monrif è presente nell'indice FTSE Italia Small Cap della Borsa Italiana, dove si è quotato nel 1986 come «Editoriale - Società Generale Finanziaria Editoriale», assumendo nel 1996 l'attuale denominazione. 

## Storia

### Dalla fondazione al 2000
Le radici del Gruppo Monrif risalgono al 1941 ma il gruppo dedicato prevalentemente all’editoria nasce nel 1976 quando l’«Editoriale - Società Generale Finanziaria Editoriale» (a partire dal 1996 denominata Monrif), guidata da Attilio Monti, acquista la partecipazione di controllo della «Società anonima Poligrafici il Resto del Carlino», holding a cui facevano capo le società editrici dei quotidiani “La Nazione” ed “il Resto del Carlino”.
In seguito all’incorporazione, nel 1977, di tali società editrici direttamente nella holding, quest’ultima cambia la denominazione sociale in Poligrafici Editoriale.
Attilio Monti, imprenditore attivo nei settori petrolifero-chimico e nell'editoria con le società SAMA, Sarom, Raffineria Mediterranea ed Eridania, che controllava la «S.A. Poligrafici il Resto del Carlino», cede progressivamente il controllo delle attività alla figlia Maria Luisa Monti, sposata Riffeser.

Dal 1978 il figlio di Maria Luisa, Andrea Riffeser Monti, assume gradualmente il controllo delle società del gruppo.
Nel 1986 sia Poligrafici che l'Editoriale - Società Generale Finanziaria Editoriale (ora Monrif) si quotano in Borsa. 
Nel 1999 nasce “Monrif Net” dedicata alle attività digitali. Successivamente cambia nome in “Robin”

### Incorporazione di Poligrafici Editoriale
Il 17 ottobre 2019 è stato approvato il progetto di fusione per incorporazione di Poligrafici Editoriale nella capogruppo Monrif, con il rapporto di cambio fissato in n. 1,27 azioni Monrif per ogni azione Poligrafici, che diventa efficace il 22 giugno 2020 con contestuale revoca da Borsa Italiana dell'incorporata.
Con la fusione è avvenuto il conferimento del ramo d’azienda editoriale in Superprint Editoriale S.r.l. che ha assunto la denominazione di «Editoriale Nazionale S.r.l.», e il conferimento di alcuni beni immobili di Monrif, con il trasferimento di taluni debiti finanziari nella controllata Poligrafici Real Estate S.r.l., che ha cambiato la denominazione in «Editoriale Immobiliare S.r.l.».

## Capitale sociale
Per effetto della fusione con Poligrafici Editoriale, il capitale sociale di Monrif è pari a euro 107.370.440, suddiviso in 206.481.616 azioni.

## Azionariato
Dati aggiornati al 5 agosto 2020.
- Monti Riffeser S.r.l. 37,29%
- ADV Media S.R.L. 8,12%
- Tamburi Investment Partners S.p.A. 6,13%
- Solitaire S.r.l. 5,6%
- INFI Monti S.p.A. 5,04%

## Consiglio di amministrazione
- Andrea Riffeser Monti, Presidente
- Matteo Riffeser Monti, Vice Presidente
- Giorgio Camillo Cefis, Consigliere
- Giorgio Giatti, Consigliere
- Sara Riffeser Monti, Consigliere
- Claudio Berretti, Consigliere
- Stefania Pellizzari, Consigliere
- Adriana Carabellese, Consigliere
- Simona Cosma, Consigliere
- Flavia Scarpellini, Consigliere
- Massimo Paniccia, Consigliere
- Mario Cognigni, Consigliere

## Gruppo Monrif
Nel 1996 il Gruppo Monrif, già quotato nella Borsa Italiana dal 1986 come «Editoriale - Società generale finanziaria editoriale», assume l’attuale denominazione.
Da marzo 2010 nel FTSE AIM Italia, è quotato il 9,7% di Poligrafici Printing, di cui Monrif detiene il 90,3%. La società opera sui mercati europei della stampa industriale di tipo poligrafico e grafico, attraverso una rete commerciale dedicata e una capacità produttiva articolata su rotative roto-offset (con e senza forno), operative fino a 24 ore al giorno e localizzate nei centri stampa di Bologna, Firenze e Milano.
Il Gruppo è presente nel settore editoriale attraverso Editoriale Nazionale S.r.l., nel settore della raccolta pubblicitaria attraverso Società Pubblicità Editoriale e Digitale S.r.l. (SpeeD), nel settore internet e multimediale tramite Robin S.r.l., nel settore della stampa industriale con Poligrafici Printing S.p.A. e Centro Stampa Poligrafici S.r.l. e nel settore alberghiero tramite i Monrif Hotels di EGA Emiliana Grandi Alberghi S.r.l..
Poligrafici Printing opera tramite: 
- Grafica Editoriale Printing S.r.l. (si occupa della stampa per il Gruppo dopo aver ceduto nel dicembre 2017 l'attività di stampa per conto terzi[5]),
- Csp Centro Stampa Poligrafici e
- Gcp Grafica Commerciale Printing S.r.l.

### Attività editoriale
Editoriale Nazionale; pubblica i quotidiani:
- QN  Quotidiano Nazionale, network tra i giornali del Gruppo,
  - il Resto del Carlino (Bologna)
  - La Nazione (Firenze)
  - Il Giorno (Milano)
  - Il Telegrafo (Livorno) (solo online)
  - Quotidiano.net, testata giornalistica on line.

Editoriale Nazionale pubblica i periodici:
- Onda Tivù magazine
- Costi di casa
- QN Enigmistica
- Cavallo magazine & Lo sperone

### Altre attività
- SpeeD, già SPE Società Pubblicità Editoriale, concessionaria di pubblicità per il Gruppo e per terzi;
- Robin, si occupa dell'area internet e multimediale del Gruppo;
- EGA Emiliana Grandi Alberghi S.r.l. tramite i Monrif Hotels nel settore alberghiero
- Editoriale Immobiliare S.r.l. tramite Compagnia Agricola Finanziaria Immobiliare S.r.l. che gestisce fondi rustici con coltivazione e commercio di prodotti agricoli, compravendita, permuta, trasformazione e conduzione di immobili.